# Usługa znakowania czasowego
Usługa znakowania czasowego – usługa zapewniająca, że określony dokument elektroniczny istniał w pewnym określonym momencie czasu oraz pozwalająca na śledzenie zmian dokonywanych na tym dokumencie. Pierwsze opisy protokołów znakowania czasowego zostały zaproponowane przez Stuarta Habera oraz Scotta Stornetta w pracy How to Time-Stamp a Digital Document.

## Rozwiązanie naiwne
W rozwiązaniu naiwnym, osoba chcąca oznakować czasowo dokument cyfrowy przesyła jego kopię do serwisu świadczącego usługę znakowania czasowego (tak zwany Time-Stamping Service – TSS), który rejestruje dokładną datę przybycia tego dokumentu. Od tego momentu, jeżeli jakakolwiek osoba będzie chciała potwierdzić integralność dokumentu, będzie można porównać go z oznakowaną kopią przechowywaną na serwerze serwisu świadczącego usługę znakowania czasowego. Podejście to jest skuteczne, jednak ma kilka poważnych wad:
- możliwe, że naruszona zostanie prywatność klienta: dokument może zostać przechwycony podczas transmisji do serwisu TSS, a w przypadku gdy jest zaszyfrowany, musi pozostać u usługodawcy;
- należy zapewnić odpowiednią przestrzeń dyskową do przechowywania dokumentów oraz odpowiednią przepustowość kanałów transmisyjnych do ich przesyłania;
- dokument może zostać uszkodzony podczas transmisji do usługodawcy lub podczas przechowywania u usługodawcy, co jednocześnie uniemożliwia potwierdzenie;
- usługodawca świadczący usługę znakowania czasem może celowo błędnie oznakować dokument.

## Rozwiązanie ulepszone
W tym rozwiązaniu do serwisu świadczącego usługę znakowania przesyłany jest nie cały dokument, lecz jego skrót. Do takiego skrótu dołączana jest następnie informacja o dacie jego otrzymania, całość jest podpisywana cyfrowo przez serwis i odsyłana do klienta. To rozwiązanie usuwa większość problemów występujących w rozwiązaniu naiwnym: dokument klienta nie jest nikomu ujawniany, żadne informacje nie muszą być przechowywane przez serwis a wszelkie uszkodzenia dokumentu powstałe podczas transmisji lub znakowania można zweryfikować od razu po otrzymaniu oznakowanego skrótu. Problem nieuczciwego TSS nadal jednak istnieje.

## Protokół łączący
Zarówno rozwiązanie naiwne, jak i ulepszone, nie zabezpieczają przed nieuczciwym TSS. Istnieją jednak sposoby, które uniemożliwiają serwisowi świadczącemu usługę znakowania czasowego manipulację znakowaniem. Pierwszy z nich polega na powiązaniu znacznika czasu klienta ze znacznikami czasu poprzednich klientów – dzięki temu wiadomo, że wiadomość została oznakowana po czasie oznakowania innych wiadomości, a ponieważ serwis nie wie w jakiej kolejności przybywać będą kolejne dokumenty do oznakowania, jego podrobienie jest praktycznie niemożliwe.

## Protokół rozproszony
Kolejnym sposobem zabezpieczenia się przed nieuczciwym TSS jest znakowanie dokumentów bez pośrednictwa serwisu. Znakowanie z pominięciem TSS odbywa się w protokole rozproszonym i wygląda następująco:
- klient generuje skrót dokumentu, który chce oznakować, a następnie za pomocą generatora liczb pseudolosowych, z ziarnem będącym wartością skrótu dokumentu, generuje ciąg wartości, które są interpretowane jako identyfikatory innych osób;
- do osób o wygenerowanym w poprzednim kroku identyfikatorze wysyłany jest skrót dokumentu do oznakowania;
- każda z osób do otrzymanego skrótu dołącza do niego datę oraz swój identyfikator i podpisuje całość podpisem cyfrowym. Tak przygotowana wiadomość odsyłana jest do klienta;
- klient przechowuje wszystkie otrzymane podpisy jako znaczniki czasu.

Takie rozwiązanie utrudnia podrobienie znacznika czasu, ponieważ wymaga użycia generatora, który wygeneruje identyfikatory osób współuczestniczących w oszustwie.

## Publikacja znaczników czasowych
Jednym z rozwiązań zwiększającym wiarygodność oznakowanych dokumentów jest publikowanie skrótów utworzonych na podstawie znaczników czasu, publikowanych w ogólnodostępnych publikacjach. Rozwiązanie to zostało opatentowane przez firmę Surety Technologies.
Od 1992 roku skróty dokumentów cyfrowych zaopatrzone w znaczniki czasowe publikowane są w każdym niedzielnym wydaniu New York Times.